# Hans-Jörg Butt
Hans-Jörg Butt (Oldenburg, NSZK, 1974. május 28. –) német labdarúgó kapus.

## Pályafutása

### Klubcsapatban
Butt híres arról, hogy tizenegyeseket szokott rúgni, 26 gólt szerzett ilyen módon a Bundesligában. A pályafutását a VfB Oldenburgban kezdte, mellyel kivívták a feljutást a Bundesliga 2-be. 1997-ben a Hamburger SV-be igazolt, ahol az 1998–1999-es szezonban hét gólt lőtt – mindet büntetőből, amihez további kilencet szerzett ugyanilyen módon a következő idényben.
Butt 2001-ben a Bayer Leverkusenhez csatlakozott ingyen, ahol az első számú kapus volt egészen a 2006–2007-es bajnokság végéig. Tagja volt a Real Madrid ellen vesztes csapatnak a 2002-es UEFA-bajnokok ligája döntőjében.
Egy megmosolyogtató pillanat volt, amikor a 2003–2004-es szezonban 2004. április 17-én a Schalke 04 elleni idegenbeli mérkőzésen gól lőtt tizenegyesből, ezt követően túlzottan ünnepelt a csapattársaival a kapuba való visszafelé menet közben, majd a labda átrepült felette, és a hálóba esett. A Schalke játékosa (Mike Hanke) a középkezdés után a félpályáról kapura lőtt, és szerzett gólt.
Miután a Leverkusenben elveszítette a helyét a kezdőcsapatban a fiatal René Adlerrel szemben, úgy döntött, hogy felbontja a szerződését a klubbal, amely 2009-ig szólt. Érvénybe lépett az a záradék, melynek értelmében ha az idény második felében kevesebb mérkőzésen lép pályára, mint az elsőben, akkor elhagyhatja a csapatot. 2007 júliusában egy kétéves szerződést írt alá a portugál SL Benficával, a Vörösöknél egy nyári tornán, a Torneio de Guadiana keretein belül mutatkozott be, a Sporting CP és a Real Betis ellen játszott. A tornán tizenegyest védett a Betis elleni találkozón, így a Benfica nyerte a döntőt. A Benficaban a portugál válogatott Quim tartalékja volt, játéklehetőséget a kupában kapott. Mindössze egy bajnoki mérkőzésen szerepelt, amikor csereként állt be a kiállított Quim helyett 2007 októberében a CS Marítimo ellen. A találkozón kivédte Ariza Makukula büntetőrúgását (első játékbaavatkozása volt), végül a Benfica 2–1-re nyert.
2008. június 4-én Butt kétéves szerződést kötött a Bundesliga-bajnok Bayern Münchennel. A Oliver Kahn helyét átvevő fiatal Michael Rensing mögött lesz tartalékkapus.
A Bayern Münchenben 2009. március 10-én játszotta első tétmérkőzését, az UEFA-bajnokok ligája nyolcaddöntőjében a Sporting CP elleni visszavágón szerepelt, melyet a csapat 7–1-re nyert meg. A Barcelona elleni negyeddöntő 1. mérkőzésén a 4–0-ás vereség alkalmával végigjátszotta a találkozót. A bajnokságban április 11-én az Eintracht Frankfurt ellen mutatkozott be a 27. fordulóban aratott 4–0-s győzelem alkalmával.

### A válogatottban
Butt a német labdarúgó-válogatott harmadik számú kapusa volt Oliver Kahn és Jens Lehmann mögött a 2000-es labdarúgó-Európa-bajnokságon és a 2002-es labdarúgó-világbajnokságon is, azonban egyik tornán sem lépett pályára. Három barátságos mérkőzésen szerepelt, a német válogatottban való bemutatkozására 2000 júniusában került sor Liechtenstein ellen.

## Sikerei, díjai

### Klubcsapattal
- VfB Oldenburg:
  - Regionalliga Nord bajnok: 1996
- Bayer Leverkusen:
  - UEFA-bajnokok ligája ezüstérmes: 2002
  - Német bajnoki ezüstérmes: 2002
  - Németkupa ezüstérmes: 2002
- Bayern München:
  - Német bajnok: 2009/10
  - Német Kupa-győztes: 2009/10

### Válogatottal
- Világbajnoki ezüstérmes: 2002

## Pályafutása statisztikái
| Klub             | Szezon   | Bundesliga        | Bundesliga        | DFB-Pokal        | DFB-Pokal        | Ligapokal    | Ligapokal    | Európa | Európa | Összesen | Összesen |
| Klub             | Szezon   | Mérk              | Gól               | Mérk             | Gól              | Mérk         | Gól          | Mérk   | Gól    | Mérk     | Gól      |
| ---------------- | -------- | ----------------- | ----------------- | ---------------- | ---------------- | ------------ | ------------ | ------ | ------ | -------- | -------- |
| Bayern München   | 2008–09  | 1                 | 0                 | —                | —                | —            | —            | 2      | 0      | 3        | 0        |
| Bayern München   | Összesen | 1                 | 0                 | —                | —                | —            | —            | 2      | 0      | 3        | 0        |
| Klub             | Szezon   | BWINLIGA          | BWINLIGA          | Taça de Portugal | Taça de Portugal | Taça da Liga | Taça da Liga | Európa | Európa | Összesen | Összesen |
| Klub             | Szezon   | Mérk              | Gól               | Mérk             | Gól              | Mérk         | Gól          | Mérk   | Gól    | Mérk     | Gól      |
| SL Benfica       | 2007–08  | 1                 | 0                 | —                | —                | —            | —            | —      | —      | 1        | 0        |
| SL Benfica       | Összesen | 1                 | 0                 | —                | —                | —            | —            | —      | —      | 1        | 0        |
| Klub             | Szezon   | Bundesliga        | Bundesliga        | DFB-Pokal        | DFB-Pokal        | Ligapokal    | Ligapokal    | Európa | Európa | Összesen | Összesen |
| Klub             | Szezon   | Mérk              | Gól               | Mérk             | Gól              | Mérk         | Gól          | Mérk   | Gól    | Mérk     | Gól      |
| Bayer Leverkusen | 2006–07  | 22                | 0                 | —                | —                | —            | —            | 8      | 0      | 30       | 0        |
| Bayer Leverkusen | 2005–06  | 34                | 1                 | —                | —                | —            | —            | 2      | 0      | 36       | 1        |
| Bayer Leverkusen | 2004–05  | 34                | 2                 | —                | —                | —            | —            | 10     | 0      | 44       | 2        |
| Bayer Leverkusen | 2003–04  | 34                | 1                 | —                | —                | —            | —            | —      | —      | 34       | 1        |
| Bayer Leverkusen | 2002–03  | 33                | 1                 | —                | —                | —            | —            | 12     | 0      | 1        |          |
| Bayer Leverkusen | 2001–02  | 34                | 2                 | —                | —                | —            | —            | 19     | 1      | 53       | 3        |
| Bayer Leverkusen | Összesen | 191               | 7                 | —                | —                | —            | —            | 51     | 1      | 242      | 8        |
| Klub             | Szezon   | Bundesliga        | Bundesliga        | DFB-Pokal        | DFB-Pokal        | Ligapokal    | Ligapokal    | Európa | Európa | Összesen | Összesen |
| Klub             | Szezon   | Mérk              | Gól               | Mérk             | Gól              | Mérk         | Gól          | Mérk   | Gól    | Mérk     | Gól      |
| Hamburger SV     | 2000–01  | 32                | 3                 | —                | —                | —            | —            | —      | —      | 32       | 3        |
| Hamburger SV     | 1999–00  | 34                | 9                 | —                | —                | —            | —            | —      | —      | 34       | 9        |
| Hamburger SV     | 1998–99  | 34                | 7                 | —                | —                | —            | —            | —      | —      | 34       | 7        |
| Hamburger SV     | 1997–98  | 33                | 0                 | —                | —                | —            | —            | —      | —      | 33       | 0        |
| Hamburger SV     | Összesen | 133               | 19                | —                | —                | —            | —            | —      | —      | 133      | 19       |
| Klub             | Szezon   | Bundesliga 2      | Bundesliga 2      | DFB-Pokal        | DFB-Pokal        | —            | —            | —      | —      | Összesen | Összesen |
| Klub             | Szezon   | Mérk              | Gól               | Mérk             | Gól              | Mérk         | Gól          | Mérk   | Gól    | Mérk     | Gól      |
| VfB Oldenburg    | 1996–97  | 20                | 1                 | —                | —                | —            | —            | —      | —      | 20       | 0        |
| VfB Oldenburg    |          | Regionalliga Nord | Regionalliga Nord | —                | —                | —            | —            | —      | —      | —        | —        |
| VfB Oldenburg    | 1995–96  | 34                | 0                 | —                | —                | —            | —            | —      | —      | 34       | 0        |
| VfB Oldenburg    | 1994–95  | 33                | 0                 | —                | —                | —            | —            | —      | —      | 33       | 0        |
| VfB Oldenburg    | Összesen | 87                | 5                 | —                | —                | —            | —            | —      | —      | 87       | 5        |
| Összesen         |          | 413               | 31                | —                | —                | —            | —            | 53     | 1      | 466      | 32       |

(A statisztikák 2009. április 11. szerintiek.)
| Nemzeti csapat | Szezon  | Mérk | Gól |
| -------------- | ------- | ---- | --- |
| Németország    | 1999–00 | 1    | 0   |
| Németország    | 2001–02 | 1    | 0   |
| Németország    | 2002–03 | 1    | 0   |
| Összesen       |         | 3    | 0   |

(A statisztikák 2003. június 1. szerintiek.)

## Mérkőzései a válogatottban
| #  | Időpont           | Ellenfél             | Eredmény | Típus                     | Megjegyzés |
| -- | ----------------- | -------------------- | -------- | ------------------------- | ---------- |
| 1. | 2000. június 7.   | Liechtenstein (o)    | 8–2      | Barátságos                | 46'        |
| 2. | 2002. március 27. | Egyesült Államok (o) | 4–2      | Barátságos                | 46'        |
| 3. | 2003. június 1.   | Kanada (o)           | 4–1      | Barátságos                | 46'        |
| 4. | 2010. július 10.  | Uruguay (o)          | 3–2      | Világbajnokság 3. helyért |            |